# Domenico Viglione Borghese
Domenico Viglione Borghese (Mondovì, 3 luglio 1877 – Milano, 26 ottobre 1957) è stato un baritono e attore italiano.

## Biografia
Nato il 3 luglio 1877, studiò canto dapprima al Conservatorio Giuseppe Verdi di Milano, poi al Conservatorio Gioachino Rossini di Pesaro, diretto da Pietro Mascagni ed infine con Antonio Cotogni a Roma.
Debuttò nel 1899 in Lohengrin a Lodi, interpretando la parte dell'Araldo del re; dopo due anni di attività in Italia decise di trasferirsi negli Stati Uniti d'America, a San Francisco, dove grazie a Enrico Caruso che lo mise in contatto con Luisa Tetrazzini (la quale cercava un baritono per una serie di rappresentazioni verdiane, tra cui Rigoletto e La traviata, da effettuarsi in Messico e in Sudamerica) riprese la carriera.
Nel 1906 ritornò in Italia, cantando il ruolo di Amonasro nella rappresentazione dell'Aida che nel gennaio 1907 partì dal Teatro Regio di Parma seguito da Vincenzo Gellner ne La Wally.
Nel 1908 è Vincenzo Gellner ne La Wally ed Amonasro in Aida al Teatro Comunale di Bologna e nel 1909 Carlo Gérard in Andrea Chénier diretto da Giorgio Polacco con Amedeo Bassi, Amonasro in Aida, Guarca in Rhea di Spiro Samara con Rina Giachetti ed Edoardo Garbin, Kurvenaldo in Tristano e Isotta diretto da Pietro Mascagni e Marcello ne La bohème al Teatro Costanzi di Roma dove nel 1910 è Torias nell'insuccesso della prima assoluta di Majà di Ruggero Leoncavallo diretto da Mascagni con Emma Carelli e Federico di Telramondo in Lohengrin.
Sempre nel 1910 è Guarca in Rhea al Teatro alla Scala di Milano e Rigoletto al Teatro La Fenice di Venezia dove nel 1911 è Don Carlo in Ernani. 
Ancora nel 1911 è Gianciotto in Paolo e Francesca di Luigi Mancinelli diretto dal compositore con Solomija Krušel'nyc'ka a Roma e Jack Rance ne La fanciulla del West diretto da Vittorio Gui con Ernestina Poli e Giovanni Martinelli al Teatro San Carlo di Napoli e cantata anche nel 1912 al Grand Théâtre de Monte Carlo.
Nel 1912 sposò Claudia Nappi, figlia del critico musicale del quotidiano milanese La Perseveranza; nel 1913 è Rafaele ne I gioielli della Madonna con Icilio Calleja al Teatro Carlo Felice di Genova e nel 1914 interpretò Escamillo nella Carmen rappresentata al Festival lirico areniano di Verona e Nelusko ne L'africana diretto da Rodolfo Ferrari a Bologna.
Nel 1916 è Lescaut in Manon Lescaut e Jack Rance ne La fanciulla del West diretto da Ferrari con Carmen Melis e Bassi al Palais Garnier di Parigi.
Continuò la carriera anche nel primo dopoguerra, raggiungendo un repertorio di circa 70 opere ed incidendo anche molti 78 giri per la Società Italiana di Fonotipia, per poi ritirarsi nel 1940.
Nel 1919 è Michele ne Il tabarro con Francesco Merli e Gianni Schicchi con Gilda Dalla Rizza a Napoli, Michele ne Il tabarro diretto da Tullio Serafin al Teatro Colón di Buenos Aires ed Amonasro in Aida diretto da Serafin con Ismaele Voltolini a Parma.
Nel 1923 è Scarpia in Tosca al Teatro Regio di Torino dove nel 1924 è Jack Rance ne La fanciulla del West con Iva Pacetti, nel 1925 zar Dodon ne Il gallo d'oro e nel 1926 Neri Chiaramantesi ne La cena delle beffe con la Melis e Franco Lo Giudice, Falstaff con Ernesto Badini ed Amfortas in Parsifal (opera) diretto da Gino Marinuzzi.
Nel secondo dopoguerra intraprese la carriera di attore, recitando in alcuni film nel corso del decennio.
Morì improvvisamente durante un ricovero in una clinica di Milano.
La sua città natale, Mondovì, gli ha dedicato il Premio Internazionale “Opera-Città di Mondovì.

## Filmografia
- L'amore canta, regia di Ferdinando Maria Poggioli (1941)
- Piccolo mondo antico, regia di Mario Soldati (1941)
- Il figlio del corsaro rosso, regia di Marco Elter (1943)
- L'amico delle donne, regia di Ferdinando Maria Poggioli (1943)
- Giacomo l'idealista, regia di Alberto Lattuada (1943)
- Il ventesimo duca, regia di Lucio De Caro (1945)
- L'abito nero da sposa, regia di Luigi Zampa (1945)
- Romanzo a passo di danza, regia di Giancarlo Cappelli e Salvio Valenti (1946)
- Genoveffa di Brabante, regia di Primo Zeglio (1947)
- Il mulino del Po, regia di Alberto Lattuada (1949)
- Ho sognato il paradiso, regia di Giorgio Pàstina (1949)
- Cielo sulla palude, regia di Augusto Genina (1949)
- Il diavolo in convento, regia di Nunzio Malasomma (1951)

## Repertorio operistico
| Ruolo                    | Titolo                   | Autore           |
| ------------------------ | ------------------------ | ---------------- |
| Escamillo                | Carmen                   | Bizet            |
| Hermann                  | Loreley                  | Catalani         |
| Gellner                  | La Wally                 | Catalani         |
| Gérard                   | Andrea Chénier           | Giordano         |
| De Siriex                | Fedora                   | Giordano         |
| Gleby                    | Siberia                  | Giordano         |
| Napoleone                | Madame Sans-Gêne         | Giordano         |
| Neri Chiaramantesi       | La cena delle beffe      | Giordano         |
| Valentino                | Faust                    | Gounod           |
| Tonio                    | Pagliacci                | Leoncavallo      |
| Torias                   | Maja                     | Leoncavallo      |
| Atanaele                 | Thaïs                    | Massenet         |
| Nélusko                  | L'africana               | Meyerbeer        |
| Manfredo                 | L'amore dei tre re       | Montemezzi       |
| Barnaba                  | La Gioconda              | Ponchielli       |
| Lescaut                  | Manon Lescaut            | Puccini          |
| Marcello                 | La bohème                | Puccini          |
| Barone Scarpia           | Tosca                    | Puccini          |
| Jack Rance               | La fanciulla del West    | Puccini          |
| Zar Dodon                | Il gallo d'oro           | Rimskij-Korsakov |
| Don Carlo                | Ernani                   | Verdi            |
| Rigoletto                | Rigoletto                | Verdi            |
| Conte di Luna            | Il trovatore             | Verdi            |
| Giorgio Germont          | La traviata              | Verdi            |
| Renato                   | Un ballo in maschera     | Verdi            |
| Amonasro                 | Aida                     | Verdi            |
| Iago                     | Otello                   | Verdi            |
| Sir John Falstaff        | Falstaff                 | Verdi            |
| Telramondo Araldo del re | Lohengrin                | Wagner           |
| Kurwenal                 | Tristano e Isotta        | Wagner           |
| Amfortas                 | Parsifal                 | Wagner           |
| Rafaele                  | I gioielli della Madonna | Wolf-Ferrari     |
| Gianciotto               | Francesca da Rimini      | Zandonai         |

## Doppiatori
- Olinto Cristina in L'abito nero da sposa, Ho sognato il paradiso
- Emilio Cigoli in Il diavolo in convento
- Aldo Silvani in Il mulino del Po